# 多彩法螺
多彩法螺（学名：Cymatium comptum），是异足目法螺科梭法螺属的一种。主要分布于韩国、中国大陆、台湾，常栖息在潮下带。

## 描述
记录到的最大贝壳长度为34毫米。